# Cubrasa cardini
Cubrasa cardini är en insektsart som först beskrevs av Metcalf et Bruner 1936.  Cubrasa cardini ingår i släktet Cubrasa och familjen dvärgstritar. Inga underarter finns listade i Catalogue of Life.